# Бератон
Бератон (ісп. Beratón) — муніципалітет в Іспанії, входить у провінцію Сорія у складі автономного співтовариства Кастилія-і-Леон. Муніципалітет розташований у складі района (комарки) Кампо-де-Гомара. Площа 41,15 км². Населення 45 чоловік (на 2006 рік). Покровителем міста вважається святий Роке. 

Розташування Бератон на мапі провінції Сорія

| Іспанія | Це незавершена стаття з географії Іспанії. Ви можете допомогти проєкту, виправивши або дописавши її. |